# 호토리 타다세
호토리 타다세(일본어: 辺里 唯世)/루이는 캐릭캐릭 체인지에 등장하는 미소년 캐릭터이다.

## 캐릭터 소개
금발 샤기컷에 여리고 곱상한 외모를 가지고 있다. 집은 일본식으로 되어 있는 방도 깔끔하게 되어있다. 강아지를 매우 좋아하며, 몇년 전에 쓰러지신 할머니를 무척 소중히 여겨서 빈번히 병문안으로 꽃을 사와서 할머니 방에 꽃아 놓고 나온다. 토마와는 앙숙관계였다. 채아무와 각별한 관계이다.

## 캐릭터 변신
- 플래티나 로열

키세키(프린스)와의 캐릭터 변신. 머리에는 그 왕관을 쓰고 그(홀리 크라운)스틱을 가지고 있다.
- 화이트 데코레이션

X알, X캐릭터의 정화기술.
- 홀리 크라운

공격, 방어 모두 가능.
- 홀리 크라운 스페셜

홀리 크라운 스페셜판.
- 플래티나 하트

애뮬릿 하트와 플래티나 로열의 합동기술.
- 홀리 세이버

지팡이가 검으로 변하고 공격, 전투용.